# Jorge Prado García
Jorge Prado García (Lugo, 5 gennaio 2001) è un pilota motociclistico spagnolo, campione del mondo MX2 nella stagione 2018 e 2019 e campione del mondo MXGP nelle stagioni 2023 e 2024.

## Carriera
A tre anni ha iniziato a guidare una motocicletta e a sei ad partecipare alle prime gare. Ha vinto la sua prima gara a sette anni. La sua famiglia è andata a vivere a Lommel (Belgio) nel 2012. Nel 2016 ha debuttato nella categoria MX2, nel Gran Premio del Belgio. Nel 2017, è stato il primo spagnolo a vincere una gara di motocross nella MX2, vincendo poi il campionato nel 2018 e nel 2019.
Nel 2020 ha corso in MXGP con la KTM e il team De Carli, mentre nel 2022 restò in MXGP in sella alla Gas Gas mantenendo sempre i colori del team De Carli. Prado ha vinto il Campionato del Mondo MXGP 2023 al diciottesimo round dell'MXGP di Maggiora, in Italia. Nel 2024, da campione in carica, difende il titolo confermandosi al primo posto in MXGP.